# Аскар Токмагамбетов
Аскар Токмагамбетов (6 (19) вересня 1905 — 21 серпня 1983) — казахський поет, письменник.

## З життєпису
Народився в Сирдар'їнському районі Кизилординської області в родині бідняка. Навчався у сільського мулли арабської грамоти. У творах Токмагамбетова велику роль грали традиційні напрямки усної поетичної творчості казахського народу.
У 1924 році вступає в Ташкентський політехнічний технікум. У 1932 році закінчує редакційно-видавниче відділення інституту журналістики в Москві. Твори Токмагамбетова публікувалися в казахстанських газетах «Еңбекші қазақ», «Леніншіл Жас», в журналі «Література і мистецтво». Працював завідувачем відділу в газеті «Соціалістік Қазақстан» і редактором газети «Қазақ әдебіеті».
У 1928 році вийшла перша поетична збірка «Пісня праці».
Широко відомими стали патріотичні пісні на його вірші про подвиги людей на фронті і про трудівників тилу, про дружбу народів. Його поеми діляться на 4 групи:
- про життя аулу: «Лист», «Ключ щастя», «Каськелен», «Шлях в життя», «Весна агронома» та ін .; *про видатних громадських діячів, борців за щастя народу: «Алі батир», «Доля поета», «Вартовий Кремля» і ін .;
- про захист Вітчизни, мужність, патріотизм: «Велетні, які перемогли смерть», «Дастан богатирів», «Прибиральниця» та ін .;
- про інтернаціоналізм: «На вулицях Берліна», «Іспанія», «Темної ночі», «На берегах Рейну» і ін.

Багато ліричних віршів покладені на музику. Автор повісті «Люди орлиного польоту» про життя Ібрая Жахаева, «Ақмоншақ» (спільно з О.Бодиковим) про революційний аул, роману «Батько і син», в якому показані картини життя казахів, що населяють передгір'я Каратау і узбережжя Сирдар'ї (перевиданий під назвою «Переполох»).
Написав роман «Мінарет поезії» про казахських акинів, що жили в ХІХ столітті.
Видав ряд збірок сатиричних віршів і фейлетонів.